# When A Blind Man Cries
''When A Blind Man Cries'' é uma canção da banda britânica Deep Purple. A música não foi lançada na edição original do álbum, e sim no Lado-B do single Never Before, mas foi gravada durante as seções do Machine Head, em 1971.
A música aparece na versão remasterizada, e na de 25 anos de aniversário do álbum.

## Performances ao vivo
A canção é bastante performática ao vivo e bastante aclamada pelos fãs.Por causa do guitarrista Ritchie Blackmore não gostar da canção, a música quase nunca foi tocada enquanto ele estava na banda, com exceção das ocasiões em 6 de abril em Quebec, Canadá, e quando Randy California do Spirit colocou-se para ele.
Quando Joe Satriani substituiu Blackmore na tour de The Battle Rages On, a canção se tornou frequente na setlist dos shows desde 1993.
Desde esse dia, a canção foi bastante tocada e introduzidas nos álbuns ao vivo com o atual guitarrista Steve Morse.
A canção com Morse torna-se estendida ao vivo, alcançando os 7 minutos, enquanto a de estúdio tem pouco mais de 3 minutos e meio.

## Desempenho nas paradas
| Tabela musical                      | Posição mais alta |
| ----------------------------------- | ----------------- |
| Suíça (Schweizer Hitparade)         | 4                 |
| Alemanha (GfK Entertainment Charts) | 20                |
| Reino Unido (UK Singles Chart)      | 35                |
| Bélgica (Ultratop)                  | 45                |
| Austrália (Kent Music Report)       | 80                |

## Ficha Técnica
- Ian Gillan – Vocal
- Ritchie Blackmore – Guitarra
- Jon Lord – Teclado
- Roger Glover – Baixo
- Ian Paice –Bateria

## Covers
A banda Metallica fez um cover da música no álbum Re-Machined, um álbum em tributo ao álbum Machine Head, em que várias bandas e artistas famosos coverizaram músicas do álbum. Também aparece na versão Deluxe do álbum Hardwired... to Self-Destruct.
Em 1999, Richie Sambora, guitarrista da banda Bon Jovi coverizou a canção.
Gary Barden coverizou a canção no álbum Rock'N Roll My Soul.
Axel Rudi Pell coverizou a canção em 1991, no álbum Nasty Reputation.
A banda polonesa Turbo coverizou a canção no álbum Awatar.